# Anatolij Ananjew (polityk)
Anatolij Andriejewicz Ananjew (ros. Анатолий Андреевич Ананьев, ur. 18 sierpnia?/31 sierpnia 1900 w stanicy Warienikowskaja w obwodzie kubańskim, zm. 25 maja 1942 w łagrze w Atkarsku) – radziecki działacz partyjny i państwowy.

## Życiorys
Od 1918 do 1933 służył w Armii Czerwonej, w 1919 został członkiem WKP(b), od 1933 do listopada 1934 był szefem Wydziału Politycznego Stacji Maszynowo-Traktorowej w Kraju Północno-Kaukaskim. Od listopada 1934 do sierpnia 1935 był sekretarzem Szpakowskiego Komitetu Rejonowego WKP(b) w Kraju Północno-Kaukaskim, potem został przeniesiony do pracy partyjnej w Białoruskiej SRR jako I sekretarz Komitetu Obwodowego Komunistycznej Partii (bolszewików) Białorusi w Mozyrzu (od sierpnia 1935 do września 1937), jednocześnie od 19 czerwca 1937 do października 1938 był członkiem KC KP(b)B. Od września 1937 do kwietnia 1937 pełnił funkcję zastępcy przewodniczącego Rady Komisarzy Ludowych Białoruskiej SRR, od 25 października 1937 do 4 października 1938 był członkiem Biura KC KP(b)B, od 11 marca do 31 maja 1938 był I sekretarzem Biura Organizacyjnego KC KP(b)B na obwód witebski, a od 4 czerwca do lipca 1938 I sekretarzem Komitetu Obwodowego KP(b)B w Witebsku, jednocześnie od 30 marca do 4 października 1938 był II sekretarzem KC KP(b)B. Był odznaczony Orderem Czerwonego Sztandaru.
4 października 1938 został aresztowany podczas wielkiego terroru, a 29 maja 1940 skazany na 20 lat pozbawienia wolności i 5 lat utraty praw, zmarł w łagrze.